# André Navarra (violoncel·lista)
André Navarra (Biarritz, 13 d'octubre de 1911 - Siena, Itàlia, 13 de juliol de 1988) fou un violoncel·lista i pedagog francès.
Estudià en privat i va rebre una educació musical general a Tolosa de Llenguadoc, on guanyà el primer premi del Conservatori. Professor de violoncel a París on tingué un munt d'alumnes com Heinrich Schiff i d'altres. Va donar concerts arreu d'Europa i Amèrica, sent molt apreciat per l'esplèndida cavata i la profunda musicalitat, qualitats que certament el situaren en la primera fila dels grans virtuosos del violoncel. Va donar cursos de perfeccionament en l'"Acadèmia Chigiana" de Siena (ciutat en què el va sorprendre la mort) i la "Musikkakademie" de Detmold. El 1960 aconseguí un gran èxit als Estats Units. Fou professor del Conservatori de París on entre d'altres alumnes tingué a Roland Pidoux.